# MARCH11
MARCH11 (англ. Membrane associated ring-CH-type finger 11) – білок, який кодується однойменним геном, розташованим у людей на 5-й хромосомі. Довжина поліпептидного ланцюга білка становить 402 амінокислот, а молекулярна маса — 43 878.
| 10         |  | 20         |  | 30         |  | 40         |  | 50         |
| ---------- |  | ---------- |  | ---------- |  | ---------- |  | ---------- |
| MSFEGGHGGS |  | RCRGAESGDA |  | EPPPQPPPPP |  | PPTPPPGEPA |  | PVPAAPRYLP |
| PLPASPETPE |  | RAAGPSEPLG |  | EVAPRCRGAD |  | ELPPPPLPLQ |  | PAGQEVAAAG |
| DSGEGPRRLP |  | EAAAAKGGPG |  | ESEAGAGGER |  | ERRGAGDQPE |  | TRSVCSSRSS |
| SSGGGDQRAG |  | HQHQHHQPIC |  | KICFQGAEQG |  | ELLNPCRCDG |  | SVRYTHQLCL |
| LKWISERGSW |  | TCELCCYRYH |  | VIAIKMKQPC |  | QWQSISITLV |  | EKVQMIAVIL |
| GSLFLIASVT |  | WLLWSAFSPY |  | AVWQRKDILF |  | QICYGMYGFM |  | DLVCIGLIVH |
| EGAAVYRVFK |  | RWRAVNLHWD |  | VLNYDKATDI |  | EESSRGESST |  | SRTLWLPLTA |
| LRNRNLVHPT |  | QLTSPRFQCG |  | YVLLHLFNRM |  | RPHEDLSEDN |  | SSGEVVMRVT |
| SV         |  |            |  |            |  |            |  |            |

A: Аланін

C: Цистеїн

D: Аспарагінова кислота

E: Глутамінова кислота

F: Фенілаланін

G: Гліцин

H: Гістидин

I: Ізолейцин

K: Лізин

L: Лейцин

M: Метіонін

N: Аспарагін

P: Пролін

Q: Глутамін

R: Аргінін

S: Серин

T: Треонін

V: Валін

W: Триптофан

Кодований геном білок за функцією належить до трансфераз. 
Задіяний у таких біологічних процесах, як убіквітинування білків, альтернативний сплайсинг. 
Білок має сайт для зв'язування з іонами металів, іоном цинку. 
Локалізований у мембрані, цитоплазматичних везикулах.